# Powiat skwierzyński

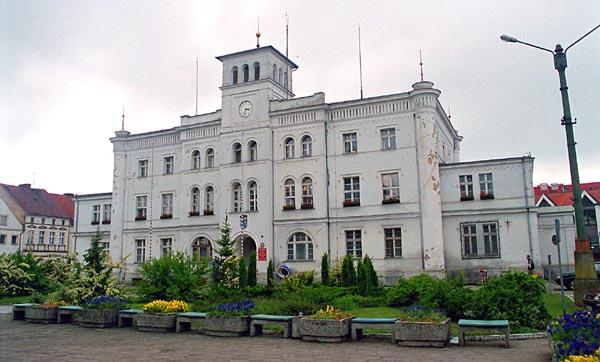
Ratusz skwierzyński

Powiat skwierzyński – dawny powiat ze stolicą w Skwierzynie, istniejący w Polsce w latach 1945–1961 na terenie obecnego powiatu międzyrzeckiego (województwo lubuskie).
Po zakończeniu II wojny światowej na mocy porozumień pomiędzy zwycięskimi mocarstwami, okolice Skwierzyny zostały przyłączone do Polski jako część tzw. Ziem Odzyskanych. Administracja polska została utworzona w Skwierzynie 25 maja 1945 roku i przejęła władzę nad powiatem skwierzyńskim, składającym się z następujących gmin:
- gmin miejskich Skwierzyna i Bledzew
- gmin wiejskich Bledzew, Trzebiszewo, Świniary, Wiejce, Chełmsko, Wierzbno i Przytoczna

7 lipca 1945 powiat skwierzyński przyłączono do województwa poznańskiego (razem z 14 innymi powiatami z województwa zachodniopomorskiego).
30 sierpnia 1945 zniesiono podział na gminy miejskie i wiejskie. Tego samego dnia miasto Bledzew utraciło prawa miejskie. Zmniejszono również liczbę gmin. Tak więc 1 września 1945 powiat skwierzyński składał się z:
- miasta Skwierzyna
- gmin Bledzew, Krobielewko, Przytoczna i Skwierzyna

W związku z reformą administracyjną w 1950 roku utworzono województwo zielonogórskie. Powiat skwierzyński wszedł w jego skład z dniem 6 lipca 1950 roku i składał się z:
- miasta Skwierzyna
- gmin Chełmsko, Rokitno, Przytoczna, Goraj, Wierzbno, Bledzew, Sokola Dąbrowa, Świniary i Trzebiszewo

Według podziału administracyjnego z 1 lipca 1952 roku powiat skwierzyński składał się z 1 miasta, 4 gmin i 35 gromad (sołectw, liczba w nawiasach):
- miasta Skwierzyna (0)
- gmin Bledzew (8), Krobielewko (8), Przytoczna (11) i Skwierzyna (8)

5 grudnia 1954 roku w miejsce gmin wprowadzono gromady. Powiat skwierzyński dzielił się odtąd na:
- miasto Skwierzyna
- 9 gromad: Bledzew, Chełmsko, Goraj, Przytoczna, Rokitno, Sokola Dąbrowa, Świniary, Trzebiszewo i Wierzbno[1]

W 1955 roku powiat skwierzyński powiększył się o gromadę gromadę Murzynowo, tracąc kilka wsi na rzecz powiatu sulęcińskiego.
Według stanu z 1954 r. powiat zajmował powierzchnię 732 km² i był zamieszkiwany przez 18 358 osób.
Powiat został zniesiony z dniem 31 grudnia 1961 roku. Skwierzyna oraz gromady Murzynowo, Świniary i Trzebiszewo weszły w skład powiatu gorzowskiego, natomiast gromady Bledzew, Goraj, Przytoczna, Rokitno i Sokola Dąbrowa zostały włączone do powiatu międzyrzeckiego. Gromady Chełmsko i Wierzbno zniesiono tego samego dnia.